# Platanthera chorisiana
Platanthera chorisiana là một loài thực vật có hoa trong họ Lan. Loài này được (Cham.) Rchb.f. miêu tả khoa học đầu tiên năm 1851.